# Adam Stockhausen
Adam Stockhausen (Brookfield, 30 november 1972) is een Amerikaans production designer en artdirector. Hij is vooral bekend van zijn samenwerkingen met regisseur Wes Anderson. Voor het productieontwerp van The Grand Budapest Hotel (2014) werd hij bekroond met een Oscar.

## Carrière
Stockhausen begon zijn carrière in de theater- en operawereld. Begin jaren 2000 ging onder de leiding van production designer Mark Friedberg in de filmindustrie aan de slag als artdirector. In die rol werkte hij in 2007 mee aan The Darjeeling Limited (2007). Het was zijn eerste filmproductie voor regisseur Wes Anderson.
Vanaf 2010 ging Stockhausen zelf verder als production designer. Voor Anderson ontwierp hij nadien onder meer Moonrise Kingdom (2012) en The Grand Budapest Hotel (2014). Voor die laatste film werd hij bekroond met een Oscar. In 2015 werkte hij met Bridge of Spies voor het eerst samen met regisseur Steven Spielberg.

## Filmografie
| Jaar | Titel                                 | Production designer | Art- director |
| ---- | ------------------------------------- | ------------------- | ------------- |
| 2003 | Ash Tuesday                           |                     |               |
| 2007 | The Darjeeling Limited                |                     |               |
| 2007 | Margot at the Wedding                 |                     |               |
| 2008 | Synecdoche, New York                  |                     |               |
| 2008 | 8 (segment: "How Can it be?")         |                     |               |
| 2009 | State of Play                         |                     |               |
| 2010 | Every Day                             |                     |               |
| 2010 | The Switch                            |                     |               |
| 2010 | My Soul to Take                       |                     |               |
| 2011 | Scream 4                              |                     |               |
| 2012 | Moonrise Kingdom                      |                     |               |
| 2013 | 12 Years a Slave                      |                     |               |
| 2014 | The Grand Budapest Hotel              |                     |               |
| 2014 | While We're Young                     |                     |               |
| 2015 | Bridge of Spies                       |                     |               |
| 2018 | Isle of Dogs                          |                     |               |
| 2018 | Ready Player One                      |                     |               |
| 2018 | Widows                                |                     |               |
| 2021 | The French Dispatch                   |                     |               |
| 2021 | West Side Story                       |                     |               |
| 2023 | Indiana Jones and the Dial of Destiny |                     |               |
| 2023 | Asteroid City                         |                     |               |

## Prijzen en nominaties
| Film                            | Categorie              | Uitslag        |
| Academy Awards                  | Academy Awards         | Academy Awards |
| ------------------------------- | ---------------------- | -------------- |
| 12 Years a Slave (2013)         | Beste productieontwerp | Genomineerd    |
| The Grand Budapest Hotel (2014) | Beste productieontwerp | Gewonnen       |
| Bridge of Spies (2015)          | Beste productieontwerp | Genomineerd    |
| BAFTA Awards                    |                        |                |
| 12 Years a Slave (2013)         | Beste productieontwerp | Genomineerd    |
| The Grand Budapest Hotel (2014) | Beste productieontwerp | Gewonnen       |
| Bridge of Spies (2015)          | Beste productieontwerp | Genomineerd    |